# Zastava Španjolske
Zastava Španjolske simbolizira španjolsku naciju. Ona je simbol njezinog suvereniteta, nezavisnosti, jedinstvenosti i cjelovitosti te predstavlja najviše vrijednosti izražene u španjolskom ustavu.
Konačni, današnji izgled španjolska je zastava dobila 1981. godine, kada je donesen Zakon o grbu (5. listopada 1981.) kojim je konačno definiran izgled nacionalnog grba. 
Izgled španjolske zastave definiran je prije svega španjolskim ustavom, zatim Zakonom kojim se regulira korštenje zastave Španjolske i drugih zastava i znakovlja (od 28. listopada 1981.) te drugim propisima.
Španjolska zastava sastoji se o tri vodoravne pruge: crvene, zlatne (žute) i crvene. Žuta pruga je dvostruke širine od crvenih. Omjer širine i dužine zastave je 2 : 3. Na žutoj pruzi može se inkorporirati grb Španjolske, tako da on nalazi na lijevoj strani žute pruge (gledajući zastavu sprijeda). Grb se mora uvijek nalazi na zastavama koje su izvješene na pročeljima i u zgradama ustavnih institucija, zgradama koje koristi središnja vlast te autonomne vlasti, vojska, te zgrada diplomatskih i konzularnih misija Španjolske u svijetu.

## Povijesne zastave
- Kruna Kastilje
- Kruna Aragonije
- Kraljevstvo Navarre (od 1212.)
- Kraljevska zastava Katoličkih kraljeva
- Burgundski križ, zastava prekomorskih teritorija
 entre 1506. – 1701. 
 Korištena nepropisno do 1793.
- Svečana zastava Armade između 1701. i 1748.
- Svečana zastava Armade između 1748. i 1785.
- Zastava Armade između 1701. i 1785.
- Zastava pomorskih teritorija, utvrda i obalnih obrana španjolskih područja
 (1701. – 1771. (1793.)
- Zastava trgovačke mornarice 
 između 1785. i 1843.
- Prva Španjolska Republika 
 (1873. – 1874.)
- Druga Španjolska Republika 
 od 1931. do 1939.
- Nacional za vrijeme Španjolskog građanskog rata (1936. – 1939.)
- Španjolska pod režimom Francisca Franca 
 korištena između 1945. i 1977.
- Kraljevina Španjolska 
 između 1977. i 1981.

## Kraljevske zastave
- Zastava Kralja Španjolske
- Zastava Princa od Asturije

## Zastave španjolskih autonomnih zajednica
Zastave španjolskih autonomnih zajednica su sljedeće:
- Andaluzija
- Kneževina Asturija
- Baleari
- Baskija
- Kanari
- Kantabrija
- Katalonija
- Kastilja-La Mancha
- Kastilja i León
- Galicija
- La Rioja
- Zajednica Madrida
- Regija Murcia
- Navarra
- Valencijska Zajednica
- Melilla

## Povezane stranice
- Grb Španjolske
- Španjolska himna